# Greenwood (Delaware)
Greenwood è una città degli Stati Uniti, situata nella Contea di Sussex, nello Stato del Delaware. Secondo il censimento del 2000 la popolazione era di 837 abitanti. Appartiene all'area micropolitana di Seaford.

## Geografia fisica
Secondo i rilevamenti dello United States Census Bureau, la città di Greenwood si estende su una superficie totale di 1,7 km², tutti quanti occupati da terre.

## Popolazione
Secondo il censimento del 2000, a Greenwood vivevano 837 persone, ed erano presenti 211 gruppi familiari. La densità di popolazione era di 489,3 ab./km². Nel territorio comunale si trovavano 394 unità edificate. Per quanto riguarda la composizione etnica degli abitanti, il 74,91% era bianco, il 22,58% era afroamericano e l'1,08% era asiatico. Il restante 1,44% della popolazione appartiene ad altre razze. La popolazione di ogni razza proveniente dall'America Latina corrisponde al 2,87% degli abitanti.
Per quanto riguarda la suddivisione della popolazione in fasce d'età, il 31,8% degli abitanti era al di sotto dei 18 anni, il 10,6% fra i 18 e i 24, il 29,3% fra i 25 e i 44, il 15,4% fra i 45 e i 64, mentre il 12,9% degli abitanti ha oltre 65 anni. L'età media della popolazione era di 30 anni. Per ogni 100 donne residenti vivevano 94,7 maschi.